# Aratius
Aratius (en grec : 'Αράτιος, mort en 552) est un général arménien au VIe siècle. Il sert d'abord les Sassanides avant de faire défection et de rejoindre l'Empire byzantin. Il est surtout connu pour sa participation à la guerre d'Ibérie et à la guerre des Goths, avant de périr dans une embuscade. Les principales sources sur sa vie viennent de Procope de Césarée et de Chorikios de Gaza.

## Biographie
Aratius est né en Arménie perse. Il a deux frères, nommés Isaac et Narsès. Chorikios de Gaza indique qu'Aratius est issu d'une bonne famille et des frères distingués, même s'il ne donne aucun élément pour identifier cette famille. Des historiens modernes estiment qu'il pourrait appartenir à la famille Kamsarakan.

### Guerre d'Ibérie
Aratius et Narsès sont mentionnés pour la première fois en 527. Ils combattent alors pour les Perses Sassanides lors de la guerre d'Ibérie et parviennent à vaincre Bélisaire et Sittas. Cette bataille est rapidement mentionnée par Procope : « Les Romains, conduits par Sittas et Bélisaire, pénétrèrent en Persarménie (l'Arménie perse), un territoire soumis aux Perses, qu'ils pillèrent largement avant de se retirer avec de nombreux prisonniers arméniens. Les deux généraux, d'anciens gardes personnels de Justinien, étaient alors jeunes et portaient leur première barbe. Toutefois, lors de la deuxième incursion en Arménie, Narsès et Aratius s'opposèrent à eux et les affrontèrent. Par la suite, ils se rallièrent aux Romains et participèrent à l'expédition en Italie avec Bélisaire. Mais sur le moment, ils remportèrent la victoire sur ce dernier et Sittas,. »
Au cours de l'été 530, Aratius et Narsès désertent pour rejoindre les Byzantins, emmenant leur mère avec eux. Ils sont accueillis et récompensés par l'eunuque Narsès, lui aussi d'origine persarménienne, avant qu'il ne devienne général. Bientôt, Aratius est rejoint par son autre frère Isaac. Procope raconte ainsi : « Narsès et Aratius qui avaient affronté Sittas et Bélisaire sur les terres des Persarméniens au début de la guerre venaient de rejoindre les Romains avec leur mère. Narsès, le représentant de l'empereur, les reçut avec une importante somme d'argent, partageant avec eux une origine persarménienne commune. Quand Isaac apprit cela, il entreprit des négociations secrètes avec les Romains et leur livra la forteresse de Bolum, située à proximité directe à Théodosiopolis,. »

### Palestine
Aratius réapparaît en 535-536. Il est alors Dux Palestinae et Chorikios de Gaza compose un panégyrique pour Aratius et l'archonte Étienne, le gouverneur de Palestine. Le 1er juillet 536, Etienne est promu comme proconsul de la province de Palestine Première. Le panégyrique est composé juste avant cette promotion et le texte comprend des mentions des activités d'Aratius durant la période intermédiaire. 
Il est mentionné comme ayant réprimé une révolte de dissidents religieux aux alentours de Césarée, apparemment sans faire usage de la force. Par la suite, il est à la tête d'une force s'emparant d'une forteresse ennemie réputée imprenable. Celle-ci pourrait avoir été aux mains de tribus arabes hostiles. En outre, il est indiqué qu'il dirige une force de vingt soldats pour s'emparer d'un col détenu par les Arabes, là encore sans avoir à combattre. Il parvient aussi à restaurer la domination byzantine sur l'île de Tiran. Enfin, il localise une forteresse détenus par des Arabes sur le continent et s'en empare. 
Chorikios brosse un portrait flatteur d'Aratius, décrit comme très compétent, honnête dans la gestion des finances et clément quand il rend la justice.

### Guerre des Goths
Procope mentionne Aratius en 538. Il participe à la guerre des Goths en Italie, conduisant des renforts auprès de Bélisaire. Son titre n'est alors pas mentionné. Il pourrait avoir été magister militum ou comes rei militaris et arrive probablement dans la péninsule au printemps ou à l'été 538. Il reçoit l'ordre de Bélisaire d'établir son camp près d'Auximum avec 1 000 hommes. La ville est un bastion des Ostrogoths et Aratius doit surveiller leurs mouvements.
Aratius passe l'hiver 538-539 à Fermo, tout en continuant de surveiller Auximum. Il prend part au siège de cette cité en 539 et dirige une troupe d'Arméniens avec Narsès. En 540, Aratius, son frère Narsès, Bessas et Jean perdent la confiance de Bélisaire qui les renvoie de Ravenne. Dans le même temps, la rivalité entre Bélisaire et l'eunuque Narsès s'accroît et Bélisaire soupçonne les généraux précédents de soutenir son rival. Toutefois, il ne tarde pas à être rappelé d'Italie tandis qu'Aratius continue probablement à combattre en Italie mais ses activités au cours des décennies suivantes sont largement méconnues.

### Dernières années
En 549, Aratius est engagé dans une action importante. Aux côtés de Bouzès, Constantianus et Jean, il a pour mission de diriger une force de 10 000 cavaliers. Ils doivent soutenir les Lombards dans leur guerre contre les Gépides. Cette campagne est de courte durée car les deux opposants concluent un traité de paix, rendant la présence des Byzantins superflue.
Au début de l'année 551, Aratius est l'un des commandants militaires envoyés s'opposer aux Slaves du sud qui pillent les Balkans. Scholasticus dirige les opérations mais les Byzantins subissent une lourde défaite dans les environs d'Adrianople. Néanmoins, ils parviennent à se regrouper et à remporter une autre bataille, poussant leurs adversaires à quitter la région. Plus tard dans l'année, Aratius est de nouveau mentionné comme stratège. Les Koutrigoures viennent d'envahir les Balkans, agissant à l'instigation des Gépides. Justinien envoie Aratius négocier leur départ et, pour les pousser à se retirer, il les informe que leur territoire a été envahi par les Outigours. 
En 552, Aratius, Amalafrid, Justin, Justinien et Suartuas sont envoyés pour une nouvelle mission auprès des Lombards, pour les soutenir contre les Gépides. Finalement, seul Amalafrid reste, les autres généraux étant rappelés. En effet, des troubles religieux ont éclaté à Ulpiana et ils doivent y rétablir l'ordre.
Aratius meurt en 552, dans les dernières phases de la guerre des Goths. Une armée vient d'envahir la préfecture du prétoire d'Illyricum et Aratius, Arimuth, Rhecithangus et Léonianus sont envoyés s'y opposés. Toutefois, ils tombent dans une embuscade près d'une rivière et sont facilement tués.